# 卡韋特奇納
48°29′55″N 26°39′28″E / 48.49861°N 26.65778°E
卡韋特奇納（烏克蘭語：Каветчина），是烏克蘭的村落，位於該國西部赫梅利尼茨基州，由卡緬涅茨-波多利斯基區負責管轄，面積0.37平方公里，2001年人口120，人口密度每平方公里323.5人。